# Kamenice (vattendrag i Tjeckien, Liberec)
Kamenice är ett vattendrag i Tjeckien.   Det ligger i regionen Liberec, i den norra delen av landet, 90 km nordost om huvudstaden Prag.